# 渥太华群岛
渥太华群岛（Ottawa Islands）是加拿大的一个群岛，位于哈德逊湾东部，包含24个小岛。该群岛的最高点位于吉尔摩岛，海拔549米。渥太华群岛隶属努纳武特地区。